# 落合氏
落合（おちあい）氏は、日本の氏族の一つ。

## 宇都宮氏族横田氏支流落合氏

### 概要
落合（おちあい）氏は、中世下野国を根拠とした武家。

#### 起源
落合氏は宇都宮氏の庶流横田氏の支流であり鎌倉時代に横田時業の四男である落合親綱が下野国河内郡落合郷に入って落合館を築き、落合氏を称したことを起源とする。しかし親綱の子の落合親業で断絶したという。

#### 再興落合氏
戦国時代初期に下野宇都宮氏17代当主宇都宮成綱が庶長子を断絶していた落合氏の養子にして再興させた。庶長子は落合業親と名乗り、再興落合氏の祖となった。業親は父に似て文武に秀でた名将だったという。業親の子政親は慶長2年(1597年)に今泉氏当主今泉高光が宇都宮氏の養子問題の一件で激怒した芳賀高武に攻められた際、救援として上三川城へ駆けつけ奮戦するが、最期は高光とともに自害した。その後間もなく主家の宇都宮氏は豊臣秀吉の命により改易された。

### 歴代当主

#### 落合氏
1. 落合親綱
2. 落合親業

#### 再興落合氏
1. 落合業親
2. 落合政親

## その他の落合氏

### 日向落合氏
伊東氏庶流であり伊東氏祐が日向に下向する際、付き従い被官化した家系である。